# Candi Milo
Candyce Anne Rose Milo (nascida em 9 de janeiro de 1961) é uma atriz e cantora americana. Ela é conhecida por dar a voz a diversos personagens em séries animadas, incluindo Tiny Toon Adventures, SWAT Kats: The Radical Squadron, Dexter's Laboratory, Johnny Bravo, Cow and Chicken, ChalkZone, The Adventures of Jimmy Neutron, Boy Genius, ¡Mucha Lucha! , Codinome: Kids Next Door, Minha vida como um robô adolescente, Loonatics Unleashed, A casa de Foster para amigos imaginários, Maya e Miguel, WITCH, A vida e os tempos de Juniper Lee, The Replacements e The Adventures of Puss in Boots. Ela dublou os personagens Vovó e Bruxa Hazel dos Looney Tunes desde 2017 e Petúnia Pig desde 2022.

## Biografia
Candi nasceu em 9 de janeiro de 1961, em Palm Springs, na Califórnia. Sua família mudou-se para San José logo após seu nascimento. Ela estudou na Presentation High School. Seu pai, Tony Migliaccio, era um ator mirim que mudou seu sobrenome para Milo quando começou a interpretar papéis adultos. Sua primeira aparição no teatro foi com seu pai no Turk Murphy 's em 1964, onde cantaram Me and My Shadow juntos. Quando Milo tinha onze anos, ela já participava de teatro musicais infantis e aulas de canto.

## Carreira
Em 1977, ela começou a cantar em atrações de parques temáticos, principalmente na Disneylândia, em Anaheim. Mais tarde, ela começou a atuar em papéis em filmes e séries de televisão, como Gimme a Break!, Knots Landing e Perfect Strangers . Milo também foi membro do "The Mighty Carson Art Players" no The Tonight Show Starring Johnny Carson. Ela acidentalmente começou a atuar como dubladora depois de cantar no palco.
O primeiro papel de voz da atriz foi Sweetie Pie em Tiny Toon Adventures em 1990. Milo fez seu primeiro teste para Tiny Toons em 1988, lendo Os Três Porquinhos. Mais tarde, ela interpretou Lonette, uma atraente garçonete animada; Bob, um membro da gangue de capangas de Holli Would que era travesti e outros personagens em Cool World, além de passar falas para os outros atores.
De 2002 a 2006, ela deu a voz Dra. Nora Wakeman em My Life as a Teenage Robot. Como resultado, ela foi posteriormente indicada ao prêmio Annie em 2004 e 2005. Durante esse tempo, a atriz também dublou Ophelia Ramirez em The Life and Times of Juniper Lee, Irma Lair em WITCH, Zadavia em Loonatics Unleashed, assim como Coco, Madame Foster e Cheese em Foster's Home for Imaginary Friends .
Em outubro de 2015, ela retornou ao teatro, interpretando o papel da Vovó Addams na versão 3-D Theatricals de The Addams Family.
Em 2019, ela dirigiu Suicidal Blonde, estrelado por Kimmy Robertson.

## Filmografia

### Animação
- 2 Stupid Dogs – Little Red Riding Hood, Mama Bear, Female Platypus
- The 7D – Baroness Bon Bon[7]
- Aaahh!!! Real Monsters – Vozes adicionais[7]
- The Adventures of Jimmy Neutron, Boy Genius – Nick Dean, Britney, vozes adicionais[7]
- The Adventures of Kid Danger – Mrs. Elliot, Female Mailman, Marla Meadows, Zombie, Lana, Witches[7]
- The Adventures of Puss in Boots – Kid Pickles, Cleevil, Orange, Doozill, Luella, voze adicionais[7]
- Aladdin – Thundra
- All Grown Up! – Justin, Brianna, Amelia, Doctor, Cafeteria lady, Gawky Kid, Kid #3 (2)
- American Dragon: Jake Long – Annika
- The Angry Beavers – Tanya Goode[7]
- Astro Boy (English dub) – Astro Boy, Kennedy
- As Told by Ginger – Claire Gripling, vozes adicionais[7]
- Batman Beyond – Nicole (Ep. "Dead Man's Hand")[7]
- Be Cool, Scooby-Doo! – Ms. Tuckell (Ep. "There Wolf")[7]
- Breadwinners – Roni (Ep. "Pizzawinners"), vozes adicionais[7]
- Blaze and the Monster Machines – Sister Cow, Little Cow
- Bobby's World – Tiffany, Amber, Andrea
- Bubble Guppies – Vozes adicionais
- Bugs Bunny Builders – Pauleen Penguin[7]
- The Buzz on Maggie – Chip, Mrs. Wingston, Nurse Hatchison, Mrs. Lunch Lady, Mrs. Flybottom
- The Boondocks – Janet O'Siren (Ep. "The Itis")
- The Cartoonstitute – Po (Ep. "The Borneos")
- Camp Candy – Robin (season 3)
- Captain Planet and the Planeteers – Betty Jean (Ep. "Going Bats, Man")
- ChalkZone – Snap, Reggie Bullnerd, Blocky
- Chowder – Frog Lady, Chicken Lady, Rosemary, Big Food, Droopy Faced Lady, Eagle, Girl, Gyoza, Sexy Lady Voice, Rake, additional voices
- Clifford the Big Red Dog – Ms. Martinez[7]
- Clifford's Puppy Days – Nina's Mother, Hester, Gray Puppy[7]
- Codename: Kids Next Door – Henrietta Von Marzipan, Mrs. Betty Gilligan, Lydia (Grandma) Gilligan, Leaky Leona, Lasso Lass, Miss Goodwall, Edna Jucation, Heli-Teacher, Madam Margaret[7]
- Cow and Chicken – Mom, Teacher, vozes adicionais[7]
- Cro – Pakka
- The Cuphead Show! – Cherry and Brandywine Heirloom[7]
- Curious George – Mrs. Quint, Mrs. Donuts
- Darkwing Duck – Duck Ling, Lamont, vozes adicionais
- Detention – Juliana (Ep. "Capitol Punishment")
- Dexter's Laboratory – Dexter (Seasons 3–4), vozes adicionais[7]
- Duck Dodgers – Rikki Roundhouse (Ep. "The Menace of Maninsuit")[7]
- Dumb and Dumber – Vários personagens[7]
- El Tigre: The Adventures of Manny Rivera – Zoe Aves/Black Cuervo[7]
- The Emperor's New School – Coach Sweetie
- Fanboy & Chum Chum – Lupe[7]
- Fillmore! – Receptionist[7]
- Foster's Home for Imaginary Friends – Madame Foster, Coco, Cheese[7]
- Gary & Mike – Francine (The Mole Woman), Sister Marie, Wendy's Grandma, Grade School Teacher, Corn Dog Waitress, Vanessa Wexler, vozes adicionais
- Glitch Techs – Kids, Brother, Little Contestant, Lupita[7]
- The Grim Adventures of Billy & Mandy – Grim's Mom[7]
- Hey Arnold! – Charice, Parrot[7]
- I Am Weasel – Vozes adicionais
- Invader Zim – Vozes adicionais[7]
- Jakers! The Adventures of Piggley Winks – Gosford
- Jellystone! – Dexter, Cheese (Ep. "Crisis on Infinite Mirths")
- Johnny Bravo – Various voices[7]
- Kulipari: An Army of Frogs – Dingo, The Stargazer, Fahlga
- LeapFrog Video Series – Leap (4 DVDs)
- The Legend of Calamity Jane – Zita[7]
- The Life and Times of Juniper Lee – Ophelia Ramírez, Barbara Lee, Ms Gomez[7]
- Loonatics Unleashed – Zadavia[7]
- The Looney Tunes Show – Svetlana (Ep. "Fish and Visitors")[7]
- Looney Tunes Cartoons – Granny, Mama Bear, Miss Prissy, Witch Hazel[7][8][9]
- Max Steel – Female Surfer, Kelly Gear, Young Fan, Secretary
- Maya & Miguel – Maya Santos, Tito Chavez[7]
- Me, Eloise! – Margarita, Bruce, Bobby, Emmy, Tutor Candidate #1, Betty
- Mighty Magiswords – Morbidia ("Too Many Warriors" only), Vambre's Brain, Dolphin Magisword (EP02 only), Grand Poobah, vozes adicionais[7]
- ¡Mucha Lucha! – The Flea, Pulgita, The Headmistress, Mama Maniaca, La Flamencita, Electricity, Cindy Slam (3° temporada)[7]
- The Mummy: Secrets of the Medjai – Tiga (Ep. "The Cloud People")
- My Life as a Teenage Robot – Nora Wakeman, Pteresa, vozes adicionais[7]
- New Looney Tunes – Granny, Witch Hazel, Ivana, Bear Scout, Phoebe, Weasel Scout
- The New Woody Woodpecker Show – Jeanie
- Oddballs – Old Woman[7]
- OK K.O.! Let's Be Heroes – Combo Breaker, Miss Pastel, Phoebe[7]
- Oh Yeah! Cartoons – Tutu, Baxter, vozes adicionais[7]
- Ozzy & Drix – Mumsy Glop (Ep. "A Growing Cell")[7]
- Pepper Ann – Constance Goldman
- Pet Alien – Gabby, Tommy's Mom, Melba[7]
- Phineas and Ferb – Ducky Momo Kiosk Girl, additional voices
- Pig Goat Banana Cricket – Goat, additional voices[7]
- Pinky and the Brain/Pinky, Elmyra & the Brain – Additional voices[7]
- Planet Sheen – Princess OomLout, vozes adicionais[7]
- The Plucky Duck Show – Sweetie Pie
- The Powerpuff Girls – Newswoman, Cleaning Woman[7]
- Puss in Book: Trapped in an Epic Tale – Kid Pickles, Cleevil, Mama Bear
- Random! Cartoons – Yumi, Octopus, Nurse Duckett, Bee[7]
- Rayman: The Animated Series – Grub's mother (Ep. "High Anxiety")
- The Replacements – Amanda McMurphy, Jacobo, Heidi Klutzberry, Mrs. Winters
- Rise of the Teenage Mutant Ninja Turtles – Carly Balmaceda, Mother, Reporter[7]
- Rugrats – Vários personagens[7]
- Santo Bugito – Rosa, vozes adicionais[7]
- The Secret Saturdays – Dr. Pachacutes, Arab Reporter[7]
- Spy Kids: Mission Critical – Vida Immortata, Malware, Mauly the Sparkle Scout, Glendora Chatting-Botham
- Stanley – Ms. Diaz
- SWAT Kats: The Radical Squadron – Ann Gora
- T.U.F.F. Puppy – The Queen, Lunch Ladybug, Classmate #1[7]
- The Tick – Blitzen (Ep. "Tick vs Europe")[7]
- Time Squad – Dexter
- Tiny Toon Adventures – Sweetie Bird[7]
- Tiny Toons Looniversity – Montana Max, Dean Granny, Witch Hazel[10][11]
- TripTank – Vários personagens[7]
- W.I.T.C.H. – Irma Lair[7]
- What a Cartoon! – Vários personagens[7]
- What-a-Mess – Ramona[7][7]
- Whatever Happened to... Robot Jones? – Vozes adicionais[7]
- Where on Earth Is Carmen Sandiego? – Vozes adicionais
- Where's Waldo? – Chili Judge, Grandmother[7]
- The Wild Thornberrys – Vozes adicionais[7]
- Woody Woodpecker – Mrs. Woodpecker, Mother Nature

### Filmes de animação
| Ano  | Título                                                       | Papel                                      | Notas           |
| ---- | ------------------------------------------------------------ | ------------------------------------------ | --------------- |
| 1992 | Tiny Toon Adventures: How I Spent My Vacation                | Sweetie Pie                                | Direct-to-video |
| 1992 | Aladdin                                                      | Fatima, Mãe de Aladdin                     |                 |
| 1992 | Cool World                                                   | Lonette                                    | [ 7 ]           |
| 1994 | A Hollywood Hounds Christmas                                 | Rosie                                      | Direct-to-video |
| 1995 | The New Adventures of Peter Rabbit                           | Peter's Mother, Perky                      | Direct-to-video |
| 2000 | Scooby-Doo and the Alien Invaders                            | Crystal                                    | Direct-to-video |
| 2000 | An American Tail: The Mystery of the Night Monster           | Madam Mousey                               | Direct-to-video |
| 2001 | Jimmy Neutron: Boy Genius                                    | Nick Dean, Britney, PJ                     |                 |
| 2001 | Spirited Away                                                | Additional voices                          | Dublagem        |
| 2003 | Scooby-Doo! and the Monster of Mexico                        | Charlene/Museum Guide, Old Woman #1        | Direct-to-video |
| 2004 | ¡Mucha Lucha!: The Return of El Maléfico                     | The Flea, The Headmistress, Ricochet's Mom | Direct-to-video |
| 2005 | The Legend of Frosty the Snowman                             | Mrs. Tinkerton, Girl #2                    | Direct-to-video |
| 2005 | The Happy Elf                                                | Cassie, Curtis, Gurt, Little Girl          | TV special      |
| 2005 | Thru the Moebius Strip                                       | Vozes adicionais                           | Dublagem        |
| 2006 | The Ant Bully                                                | Nurse Ant #3                               | [ 7 ]           |
| 2006 | Casper's Scare School                                        | Mickey                                     | TV film         |
| 2008 | Destination: Imagination                                     | Coco, Madame Foster, Purple Puppy, Mom     | TV special      |
| 2010 | Kung-Fu Magoo                                                | Gor-Illiana, McBarker, Sid's Mom           | Direct-to-video |
| 2012 | Big Top Scooby-Doo!                                          | Jean                                       | Direct-to-video |
| 2012 | Exchange Student Zero                                        | Avere, Rainha Karuta, Rainha Blackyard     | Telefilme       |
| 2013 | Justice League: The Flashpoint Paradox                       | Persephone                                 | Direct-to-video |
| 2013 | Scooby-Doo! Stage Fright                                     | Barb Damon                                 | Direct-to-video |
| 2014 | Scooby-Doo! Frankencreepy                                    | Gypsy/Lila                                 | Direct-to-video |
| 2015 | The Snow Queen 2                                             | Rosa                                       | Dublagem        |
| 2021 | Space Jam: A New Legacy                                      | Granny                                     |                 |
| 2021 | The Loud House Movie                                         | Submarine Captain                          |                 |
| 2021 | Rumble                                                       | Docks Referee, Jane, Director              |                 |
| 2022 | King Tweety                                                  | Granny                                     | Direct-to-video |
| 2022 | Trick or Treat Scooby-Doo!                                   | Various voices                             |                 |
| 2022 | Naked Mole Rat Gets Dressed: The Underground Rock Experience | Vozes adicionais                           |                 |
| 2025 | The Day the Earth Blew Up: A Looney Tunes Movie              | Petunia Pig                                | [ 13 ]          |

### Videogames
- Astro Boy – Astro Boy[7]
- Baten Kaitos Origins – Almarde
- Cartoon Network Racing – Dexter[7]
- Cartoon Network Universe: FusionFall – Dexter, Coco, Cheese
- Dexter's Laboratory: Mandark's Lab? – Dexter[7]
- Dexter's Laboratory: Science Ain't Fair – Dexter[7]
- Dissidia Final Fantasy – Shantotto[7]
- Dissidia 012 Final Fantasy – Shantotto[7]
- Dissidia Final Fantasy NT – Shantotto[7]
- Final Fantasy X – Dona[7]
- Final Fantasy X-2 – Dona, Lucil, Pacce
- Fi– Cocoon Inhabitants
- Final Fantasy XV – Leviathan
- Jimmy Neutron: Boy Genius – Nick Dean[7]
- Looney Tunes: Wacky World of Sports – Granny, Witch Hazel[7]
- Nickelodeon All-Star Brawl 2 – Nora Wakeman[7]
- Nickelodeon Toon Twister 3-D - Chuckie Finster[7]
- Resonance of Fate – Additional voices
- Rugrats: All Growed Up - Chuckie Finster[7]
- Rugrats: Royal Ransom – Chuckie Finster[7]
- Rugrats Go Wild – Chuckie Finster[7]
- SpongeBob SquarePants featuring Nicktoons: Globs of Doom – Ms. Bitters[7]
- Ty the Tasmanian Tiger 3: Night of the Quinkan – Redback Thorn[7]
- Valkyria Chronicles – Additional voices (as Candy Milo)
- World of Final Fantasy – Shantotto[7]

### Teatro
- Twelfth Night – Maria
- Life's Too Short – show solo
- Hip is a Relative Term – One-Woman Show
- Dreamgirls – Solista do Conjunto
- To Sir, with Love – Baby
- Mamma Mia – Rosie
- Funny Business – Conjunto
- Just for Laughs – Comediante de stand up
- A Família Addams – Vovó Addams
- 9 to 5 – Roz
- Botas Kinky – Trish

### Websérie
| Ano           | Título         | Papel   | Notas |
| ------------- | -------------- | ------- | ----- |
| 2019–presente | Ollie e Scoops | Cuddles |       |